# 赤星直忠

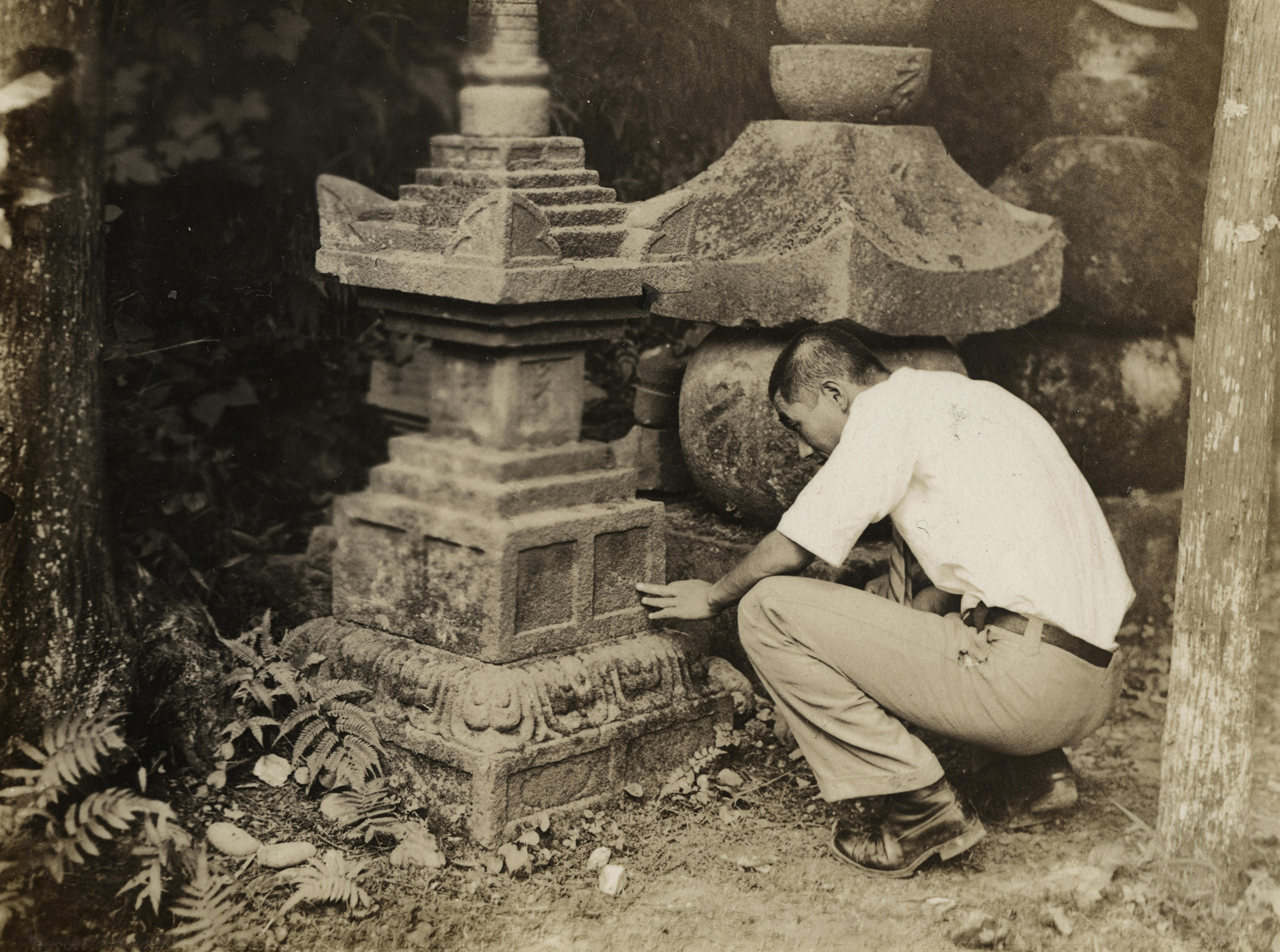
西方寺跡で調査する赤星直忠（赤星直忠考古学研究資料デジタルアーカイブ、5巻・p.35より）

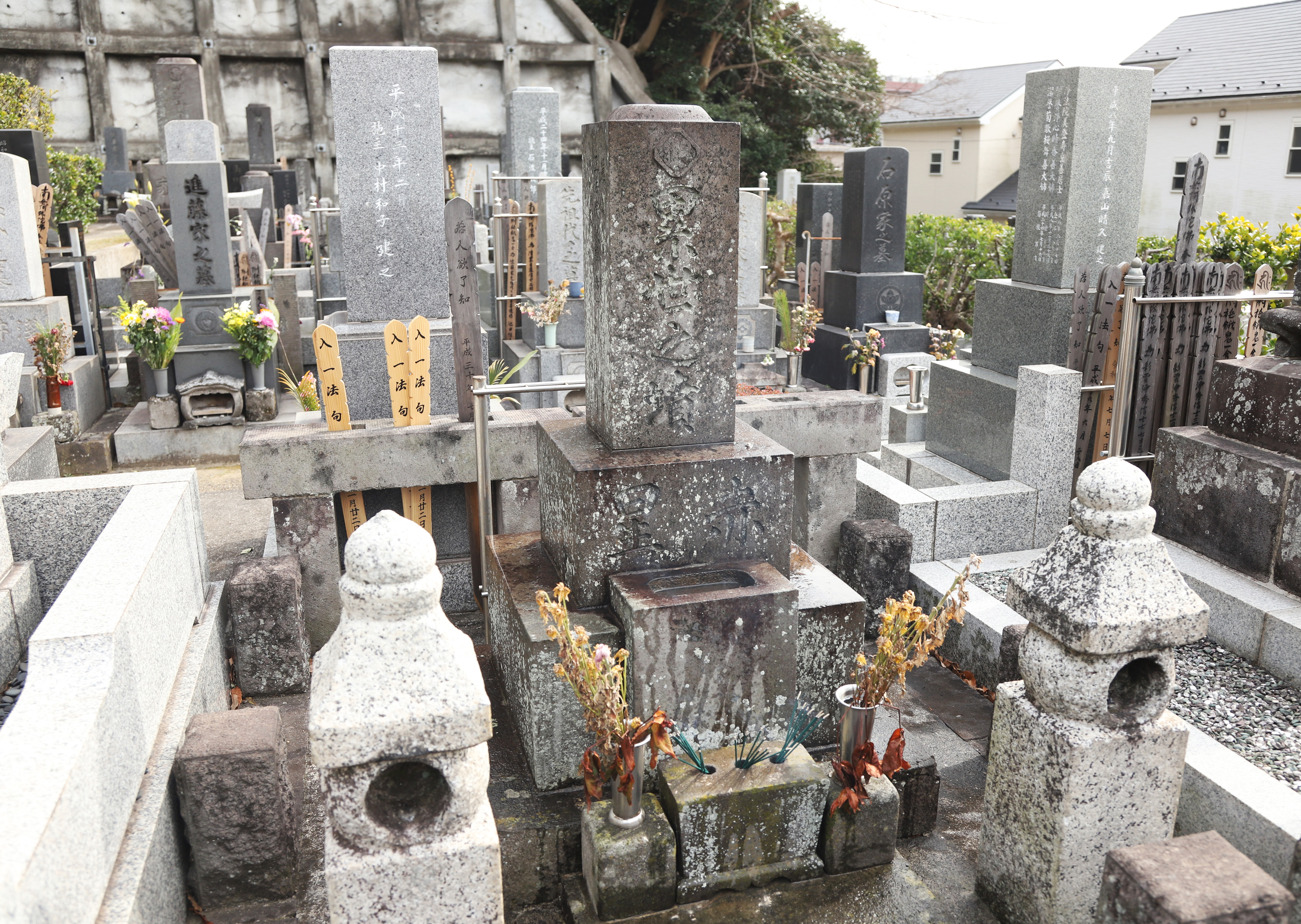
赤星家の墓（神奈川県横須賀市、光心寺）

赤星 直忠（あかほし なおただ、1902年4月17日 - 1991年3月11日）は、大正・昭和期の考古学者、歴史学者、民俗学者、郷土史研究者。教員等の職業に就き、研究機関等に所属することはなかったが、生涯で500本近い論文を発表して横須賀考古学会を設立するなど、主に神奈川県下で活躍し、三浦半島の考古学研究の基礎を築いた。研究内容は、縄文時代早期の関東地方の土器型式の分類、弥生時代から古墳時代の海蝕洞窟遺跡や横穴墓、古代・中世の寺院ややぐら、城郭など多岐に及んだ。

## 経歴
神奈川県三浦郡横須賀町（現・横須賀市）に生まれる。神奈川県立横須賀中学校（現・神奈川県立横須賀高等学校）の生徒であった時、学校の敷地内で古い時代の寺院の遺物が発見されたのを契機として、考古学に興味を持ち始めた。卒業後、陸軍横須賀重砲連隊（野戦重砲兵第1連隊）に入隊したり代用教員を務めたりした後、1926年に神奈川県師範学校を卒業し、母校で訓導を務めたり、日本鉄道車輛製造工業組合の書記を務めるなどした。
考古学者の高橋健自に学び、地元の三浦半島にとどまらず、神奈川県下全域での遺跡調査に参加し、1948年には日本考古学協会員に推挙された。また、横須賀市立諏訪小学校分校講師を経て、1951年に横須賀市立工業高等学校（現・横須賀市立横須賀総合高等学校）の講師となった。
1952年7月に開催された博物館学芸員講習を受講した。この講習は前年に公布された博物館法に基づき初めて実施されたものである。講習者名簿は五十音順で、赤星が名簿の先頭であったことから、受講者身分証番号は「第1號」となった。このことから、赤星は生前「学芸員資格の第1号は僕だよ」と話していた。
1954年、「古代文化の研究」で神奈川文化賞を受賞し、1961年には「横穴古墳の編年研究」により國學院大學から文学博士の学位を授与される。1968年に教職を退いた後は神奈川県下で複数の自治体の文化財保護審議委員などを務めたり、1968年4月から1979年3月まで神奈川県立博物館の嘱託職員として在籍した。それらの功績により1972年に勲五等瑞宝章を受章した。
1991年、死去。墓所は横須賀市衣笠栄町所在の光心寺。

## 赤星直忠博士文化財資料館
横須賀市長坂2丁目にある赤星直忠博士文化財資料館は、赤星に考古学の教示を受けた県下の考古学研究者・民間企業らの有志により設立・運営されている資料館で、赤星が調査した遺跡の出土遺物などを展示し、その学問的業績を顕彰・紹介している。

## 赤星による収集資料
赤星は、三浦半島を中心とした神奈川県域で発掘調査を多数実施した。調査は、戦前は個人で、戦後は主に横須賀考古学会を率いて実施された。赤星らによる調査出土資料は、現在、複数の機関に所蔵されている。主な所蔵機関は以下の通り。
- 赤星直忠博士文化財資料館
- 横須賀市自然・人文博物館[6][7][8][9]
- 神奈川県立歴史博物館[10][11]
- 東京国立博物館[12][13][14][15][16]
- 東京大学[17]
- 神奈川県立金沢文庫[18]
- 国立歴史民俗博物館（動物遺体、直良信夫コレクション）[19]
- 横浜国立大学[20]

## 赤星ノート
赤星は、その生涯を通じた考古学的フィールドワークの中で、県下の遺跡に関する膨大な調査資料、記録写真類を残した。「赤星ノート」として知られるこれらの資料は、発掘調査時の図面、野帳（スケッチブック）類のほか、踏査の際の反故紙への殴り書きメモなども含む。
赤星ノートは貴重な資料として神奈川県に寄贈され、神奈川県埋蔵文化財センターで保管されているほか、一部は赤星直忠博士文化財資料館が所蔵している。
赤星直忠博士文化財資料館が所蔵する赤星ノートの一部は、『赤星直忠考古学研究資料デジタルアーカイブ』および『赤星直忠考古学研究資料 第1巻〜第6巻』として公開されている。公開されている画像は自由に利用できる（出典明記が条件・CC-BY 4.0）。デジタルアーカイブの運営は神奈川県立歴史博物館が行っている。

## 主要著書
- 鎌倉市編1959『鎌倉市史－考古編』
- 学生社1970『穴の考古学』
- 神奈川県編1979『神奈川県史－考古資料編』
- 有隣堂1980『中世考古学の研究』